# Franz Ziereis
Franz Ziereis (Múnic, 13 d'agost de 1905 - camp de concentració de Mauthausen-Gusen, 24 de maig de 1945) va ser un militar alemany, comandant del camp de concentració de Mauthausen-Gusen en el moment del seu alliberament.

## Joventut
El seu pare treballava com a conductor d'un carruatge de cavalls i va morir durant la Primera Guerra Mundial. Franz estudià durant vuit anys a l'escola elemental i després va començar a treballar com a aprenent i noi dels encàrrecs en un magatzem comercial. Durant les nits estudiava comerç. L'any 1922 va començar a treballar en una botiga de fusteria.
Durant diversos períodes de la seva vida va estar aturat. Per aquesta raó, l'any 1924 va decidir signar un contracte per 12 anys amb l'exèrcit alemany (Reichswehr), ingressant l'1 d'abril del mateix any. El 30 setembre 1936 va abandonar l'exèrcit després de complir el seu contracte.

## Carrera en les SS
Poc després va rebre una oferta d'ocupació en la Totenkopf amb el rang de primer tinent de les SS (Obersturmführer) amb oportunitats d'ascens i va acceptar. Es va unir a les SS i al partit nacionalsocialista (NSDAP), abandonant l'església.
Al principi va rebre instruccions de naturalesa militar i els seus superiors el van elogiar per la seva capacitat com a instructor d'entrenament. L'any 1937 es va convertir en el líder de la 22aHundertschaft (unitat de cent homes) del Cap de la Mort de les SS al departament de Brandenburg. Aquest mateix any va resultar greument ferit en el genoll durant un entrenament i va precisar una perllongada hospitalització.
L'any 1938 Franz Ziereis va ser transferit a Àustria, on va entrenar a diversos joves soldats de les SS del regiment Thuringia de les SS.

## El camp de Mauthausen-Gusen

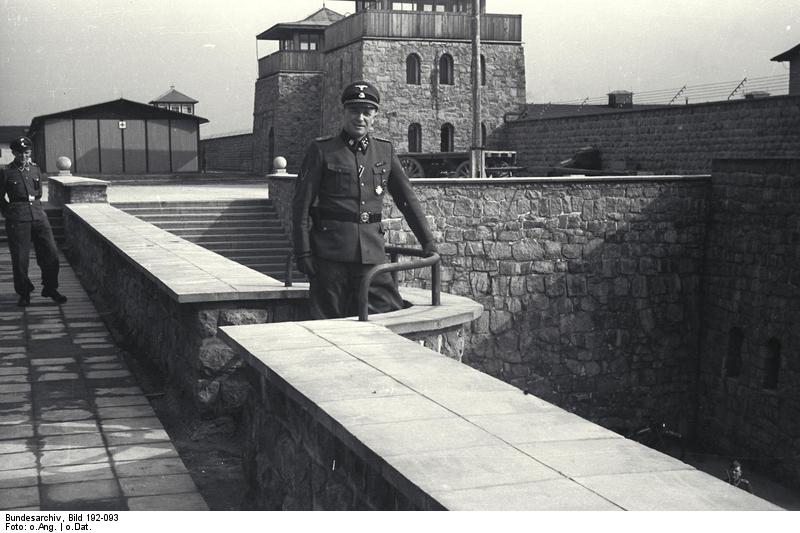
Franz Ziereis a Mauthausen

Seguint ordres dels seus superiors va assumir el lloc de comandant del camp de concentració de Mauthausen-Gusen el 9 de febrer de 1939, substituint a Albert Sauer.
El 25 d'agost de 1939 va ser promocionat a major (Sturmbannführer) de les SS i el 20 d'abril de 1944, a causa dels seus "èxits especials" a comandant de camp amb rang de coronel (Standartenführer) de les SS.
Després de l'alliberament del camp de concentració de Mauthausen el 5 de maig de 1945, va fugir amb la seva dona i fill. Soldats americans els van trobar al seu refugi de caça a la muntanya Phyrn a Àustria el 23 de maig de 1945. Franz Ziereis va intentar escapar d'ells disfressat de tirolès, però va ser descobert i després d'un intercanvi de trets amb els seus perseguidors resultar greument ferit. Va ser portat a l'hospital estatunidenc de Gusen, on va morir el 24 de maig de 1945. El seu cadàver va ser penjat per antics presoners a la reixa del camp de Gusen I.